# La creación del violín
«La creación del violín» (en alemán: Die Erschaffung der Geige) es un cuento de hadas del pueblo gitano de Transilvania y del sur de Hungría. Trata sobre un niño cuya madre muere al nacer él. El niño crece y se casa con la hija del rey al lograr una hazaña sin precedentes: con la ayuda de la reina de las hadas Matuyá (en romaní Matuja), crea el primer violín y arco del mundo, y lo toca para su audiencia, que ríe y llora al son de la melodía, bajo el influencia del hada. Hay otro cuento con este mismo título, análogo del cuento de los Hermanos Grimm El hueso cantor.